# Mercogliano
Mercogliano ist eine italienische Gemeinde mit 11.568 Einwohnern (Stand 31. Dezember 2023) in der Provinz Avellino in der Region Kampanien. Sie ist Teil der Bergkommune Comunità Montana Partenio - Vallo di Lauro.

## Geografie
Die Nachbargemeinden sind Avellino, Monteforte Irpino, Mugnano del Cardinale, Ospedaletto d’Alpinolo, Quadrelle und Summonte. Die Ortsteile sind Montevergine, Torelli und Torrette. Auf den Berg und gleichnamigen Ortsteil Montevergine führt eine Standseilbahn.

## Das Erdbeben 1980
Mercogliano gehörte zu den am stärksten betroffenen Bergdörfern des Erdbeben von Irpinia 1980. Die deutsche Johanniter-Unfall-Hilfe wählte diese Ortschaft zu ihrem zentralen Standort im Rahmen des internationalen Wiederaufbauprogramms und baute dort zusammen mit einem Fellbacher Hersteller (zwischen Dezember 1980 und April 1981) einen Kindergarten sowie 22 Fertighäuser für die Opfer der Katastrophe.